# Myrmeleonostenus flavomaculatus
Myrmeleonostenus flavomaculatus är en stekelart som beskrevs av Jonathan 2000. Myrmeleonostenus flavomaculatus ingår i släktet Myrmeleonostenus och familjen brokparasitsteklar. Inga underarter finns listade i Catalogue of Life.